# Quest for Glory IV: Shadows of Darkness
Quest for Glory IV: Shadows of Darkness est un jeu vidéo d'aventure et de rôle développé et édité par Sierra On-Line, sorti en 1993 sur DOS et Windows.

## Accueil
- Adventure Gamers : 4/5[1]
- Power Unlimited : 92 %[2]